# Desvío Km 1.9

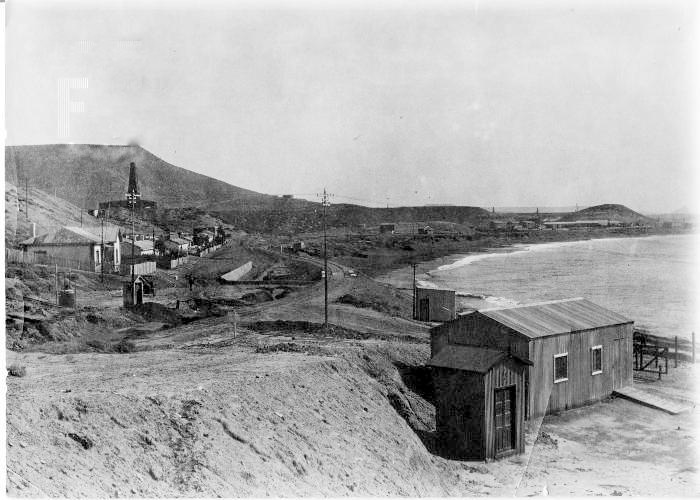
La garita de la parada vecina antes de entrar al muelle YPF. Nótese la vía con una buena curva rumbo norte

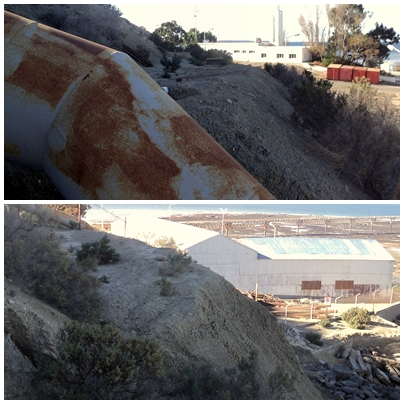
Últimos restos visibles del terraplén que surcaba el acantilado desde la costanera hasta este punto.

Kilómetro 1.9 era un desvío ferroviario que funcionó para el servicio de cargas del Ferrocarril de Comodoro Rivadavia que unía a esta localidad con Colonia Sarmiento, ambas en la provincia de Chubut (Argentina).Se encontraba en el Departamento Escalante dentro del ejido urbano de la ciudad de Comodoro Rivadavia entre los barrios Centro y General Mosconi.  A menos de 100 metros funcionó la parada Muelle YPF usada para pasajeros.

## Toponimia
Tomó su nombre de la distancia que lo separa de la estación central. En principio el desvío se llamó Km 2 en un redondeo de la distancia. Posiblemente, también pudo tener el apodo de muelle de YPF. La nomenclatura de estaciones de 1946 aludió a este punto como un apeadero al servicio de YPF.

## Funcionamiento

### Itinerarios históricos
Un análisis de itinerarios de horarios del servicio de larga distancia confirman que no fue una parada de importancia para este viaje del ferrocarril. De este modo, los informes de horario entre  1928, 1930, 1936 y 1955 omitieron este punto. También, quizás se pudo deber a la proximidad de la parada Gamela que si sale en estos registros.
El primer itinerario que describió al desvío fue el de 1934. El mismo brindó información de la sección del servicio suburbano que era ejecutado por trenes mixtos los días lunes y jueves junto con el viaje a Sarmiento. El viaje a vapor partía a las 9 de Comodoro para arribar a Sarmiento 16:50. En tanto, la vuelta se producía los días miércoles y sábados desde las 9 con arribo a estación Comodoro a las 16:35.
El trayecto desde Comodoro a este punto demoraba 6 minutos y para unirse con el vecino apeadero de Km 3 se precisaban 2 minutos. 
También, se describió un viaje dedicado a las cargas que tenía de ejes a Comodoro y Talleres los días miércoles y sábados con partida desde 18:00 y arribo a Talleres 18:15. Mientras que el regreso se producía los lunes y jueves desde 8:00 con llegada a Comodoro 8:15. Este servicio de cargas tenía parada obligatoria en este apeadero al igual que el viaje de pasajeros. En este informe este punto fue llamado Desvío Kilómetro 2 y ubicado en el kilómetro 1.9.
En cambio, con el itinerario de 1938 describió una sección de servicio suburbano de pasajeros ampliada. En este documento figuró por primera vez el vecino apeadero consolidado como parada Muelle YPF. Desde este itinerario Km 1.9 no sería llamado de nuevo Km 2 o Muelle Y.P.F quedando estos nombres reservados para la parada para pasajeros.
El itinerario de Ferrocarriles del Estado del 15 de diciembre de 1940. Todos los viajes de todas las líneas pasaron a operarse con ferrobuses. El desvío no figuró debido a que el itinerario se centró en el viaje de pasajeros y este punto atendía a las cargas únicamente.
Otro de los itinerarios que ofrece información del servicio suburbano es el itinerario de 1946. En este informe fue llamado Apeadero Km 1.9  (Desvío Particular). Los tiempos de llegada al desvío no fueron informados en ninguna de sus líneas. Esto da indicio que el apeadero era usado solo para cargas independientes hacia el Muelle YPF y la parada que estaba 100 solo para pasajeros. Esta fue la última vez que se nombró al desvío.21:20.
El mismo itinerario de 1946 fue presentado por otra editorial y en el se hace mención menos detallada de los servicios de pasajeros de este ferrocarril. En el documento se aclaró que la mayoría de los ferrobuses pararían en puntos adicionales que los pasajeros solicitaran para ascender o descender. Las tarifas se cobraban desde o hasta la estación más próxima anterior o posterior. La diferencia principal es que a este punto por primera vez se lo aludió como Muelle YPF. La diferencia quizás se debió a que se discriminaba para las cargas con un nombre y para pasajeros con otro.
El 10 de diciembre de 1948 fue presentado un itinerario que no representó grandes variaciones respecto del presentado en 1946. Sin embargo, la gran diferencia estuvo en el viaje de cargas que recorría la línea completa desde Comodoro a Sarmiento; y no partía desde Talleres como en el itinerario anterior. De este modo, el viaje de cargas partía en forma condicional desde Comodoro, sin un día estipulado, a las 9:30 y arribo a Sarmiento a las 18:05. En tanto, la vuelta vuelta desde Sarmiento se producía desde las 10:20 con arribo a estación Comodoro a las 20:25. A pesar de figurar en el itinerario el desvío fue el único punto que no tuvo ningún horario de arribo; por lo que su uso era de carácter condicional. 
El último de los informes de horarios fue el de 1955. Presentó una sección dedicada del servicio suburbano que mostró la continuidad de los ferrobuses. Solo fue descripta la parada Ap. Km 2 (Muelle YPF) . Al coche motor, partiendo desde la estación matriz, le seguía tomando alcanzar este punto 4 minutos. En tanto, estaba separado por 2 minutos de Gamela.

### Registro de boletos
Una extensa colección de boletos no hace mención a este punto. Esto se explica por los itinerarios, previamente analizados, de 1938 y 1946 que señalaron a Comodoro como punto de partida de las tarifas; estando el tramo Comodoro-Talleres en la primera sección de precios. De este modo, se podía viajar, previo paso Km 2, Km 3 y Km 4, a Talleres en los servicios suburbanos o de larga distancia. Es por ello, que se ve en la colección a Talleres y Comodoro como destinos muy recurrente. Asimismo, la tarifa tenía el valor de 0.50 en primera clase y 0.30 en segunda y fue posible por la escasa distancia entre estos puntos.

## Características

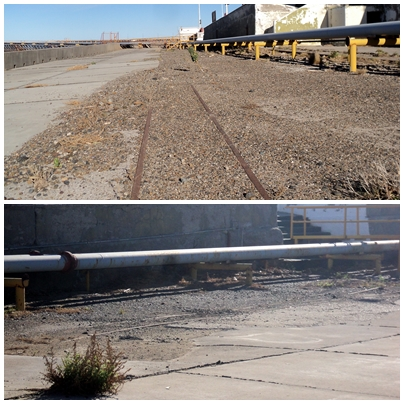
Restos de vías angostas en el muelle. La imagen superior se aleja hacia la salida al predio, en cambio la inferior está más próxima al muelle

Era un punto estratégico porque por medio de este muelle se despacha y recibe hidrocarburos. El mismo también servía para enviar y recibir pasajeros desde los buques que a él arriban.  A unos mil metros de la costa se detenían los buques YPF. Las personas eran bajadas de modo burdo arriba de un canasto. De a pequeños grupos una grúa depositaba a los pasajeros sobre los lanchones, que navegaban con 20 o 30 personas a bordo hasta la punta del muelle. De ahí por una escalera caracol subían los pasajeros a la plataforma del muelle. Una vez completado el proceso se esperaba a una zorra de trocha angosta para conducirlos al fin a tierra firme. En muchas partes de la ciudad resonaba aquel chirrido metálico de la zorra cargada de emigrantes. Gran parte de este muelle fue destruido por un temporal.
El tamaño de su desvío aparece documentado por primera vez en el itinerario de 1934 con 178 metros de largo. En 1958 un extenso informe de la línea describe al apeadero con un desvíos de 178 metros.
Se conectaba con el antiguo muelle de la empresa estatal Yacimientos Petrolíferos Fiscales donde se realizaba la carga y descarga de materiales y petróleo. YPF utilizó para estos trabajos una flotilla especial de trenes de trocha reducida llama Decauville y grúas.
En 1960 el lugar fue testigo del Accidente ferroviario de 1960 km³- Comodoro Rivadavia que dejó 2 ferrobuses impactados y varios muertos. Hoy el lugar del incidente es una popular playa y hay un monumento que conmemora a los fallecidos.
Para 1960 un informe de instrucciones en el Itinerario del FC Patagónico ya señalaba el estado riesgoso del tendido ferroviario previo a este apeadero. Se marcaba que entre los kilómetros 1.55 y 1.75 había desmoronamientos tierra, siendo la velocidad máxima permitida 20 kilómetros por hora para las formaciones que por allí transitaran. Además, en la misma sección del documento se alerta: "Desvío en el punto 1.924 de la vía". Siendo uno de los dos desvío considerados hasta el empalme Astra.
Hoy se sabe que gran parte de la inestabilidad que el cerro sufre en este sector donde estaba el desvío es causada por la intensa erosión marina. Una investigación llegó a la conclusión que en la zona costera entre el puerto de Comodoro y el Chalet Huergo, entre 1968 y 2023, se puede calcular una tasa de retroceso de la costa en valores van entre 60 centímetros y 1,10 metro. De este modo, se concluye que la costa se retira un metro hacia atrás en promedio por año. Actualmente, los geólogos de la UNPSJB consideran que la construcción de obras civiles en el mar como la del puerto  modificó el perfil de playa ya que se generó una modificación en la forma en que las olas chocan contra la costa y dónde lo hace. Esto se intensifica en las tormentas y el cambio climático que aumenta el nivel del mar.Como resultado, el tramo vial desde este punto hasta casi lo que fuera el apeadero Comodoro Rivadavia se halla casi totalmente desaparecido.
Km.1.9 formó parte del Ferrocarril de Comodoro Rivadavia que comenzó a funcionar en el año 1910 y que fue cerrado definitivamente en el año 1978. Gran parte de las vías que iban hasta esta estación fueron sepultadas bajo asfalto o fueron arrasadas por el mar en el sector que daba al talud en 1993 en adelante ante la falta de mantenimiento.

### Ramal de YPF
Paralelo a este punto ferroviario funcionó un ramal decauville. Este pequeño ramal industrial, propiedad de YPF, era una línea subsidiaria del ferrocarril de Comodoro. Tuvo gran importancia en el ferrocarril dado que este ramal industrial atravesaba una parte del barrio General Mosconi corriendo paralelo a los apeaderos Km 2, Km 3 y Km 4. De esta manera, Km 2 y Km 1.9 eran puntos claves para las cargas y para buscar pasajeros que arribaban o partían desde el mulle en barcos. Su trocha medía 60 cm. Iniciaba su recorrido desde el muelle petrolero y tras atravesar el barrio Moreno, la gamela, los almacenes YPF, la ex proveeduría acaba en proximidades a la administración de la petrolera estatal en el corazón de Km 3. 
En tanto, llevó pasajeros en sus pequeños vagones como carga de la empresa estatal petrolera. 
Fue desactivado a fines de los años 1970, en medio del plan de achique de costos del gobierno militar. Luego de la desafección del material rodante, YPF colocó en el patio de juegos del jardín céntrico N° 403 una locomotora utilizada por el ramal. La misma tuvo algunas modificaciones y fue pintada de varios colores. Su presencia en la institución le hizo ganar al jardín el cálido apodo de "Jardín El Trencito".Actualmente, prevalecen muchos vestigios de vías en el barrio y algunos de sus trenes descansan en el Museo Nacional del Petróleo.

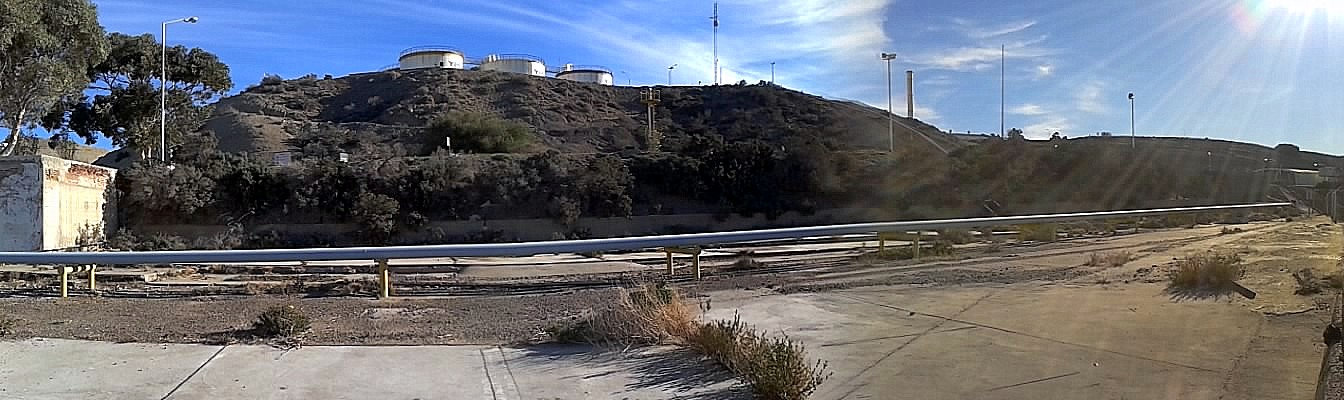
terraplén intacto en el muelle YPF con vías sobre él.

## Galería
| |
| Primera destilería de Comodoro en inmediaciones a este desvío, su existencia fue estratégica. Hoy ya no existe. |

| |
| Boguies y gran cantidad de vías en la restinga del talud del Chenque oxidados por la acción del mar. Este material ferroviario estuvo al servicio de este desvío . |

|                                                           |
| Tramo de vías de trocha ancha intactas previso al desvío. |

| |
| Vías visibles en la imagen superior en completo abandono. En la imagen superior se ven vías de trocha corta en el inicio del muelle YPF. |

| |
| El oleoducto es acompañado por dos vías que se bifurcan en distintas direcciones, ambas son de calibre corto y pequeño |

|                                                                                 |
| Restos supervivientes del puente ferroviario centenario previo acceso al muelle |

|                                                                                  |
| Últimos tramos visibles de las vías que pasaban por aquí y se dirigían al desvío |

| |
| Desde el último tramo del terraplén ferroviario que sobrevive, se deslumbra como el avance del mar devoró el talud del Chenque desde el tramo costanera a Km 2. |

|                                                                                        |
| Cruz que conmemora el fatal accidente ferroviario que aconteció cerca del ex apeadero. |

|                                                                         |
| Muelle YPF, donde ayer tuvo arribo el ferrocarril de Comodoro Rivadavia |

| |
| El muelel ypf conectado por vías férreas de trocha angosta, a un costado se observa la vía del ferrocarril Patagónico |